# Карциноїд
Карциноїд — нейроендокринна пухлина, яка походить з клітин нейроендокринної системи. Карциноїд — це переважно доброякісна неоплазія, з помірною проліферацією клітин. Проте така пухлина може у деяких випадках злоякісно трансформуватись та метастазувати.

## Загальна характеристика
Карциноїд може уражати будь-які органи організму, де є нейроендокринні клітини, проте переважно діагностується у кишечнику та легенях. Карциноїд уражає різні відділи кишки, та переважно в ділянках клубової кишки або апендиксу. У пацієнтів з карциноїдом тонкого кишечника може розвиватись карциноїдний синдром.